# スタジオジャイアンツ
有限会社スタジオジャイアンツは、かつて存在した日本のアニメ制作会社。

## 概要
1975年創業。創業者の角谷哲生は、古沢日出夫が創業した日動新プロ出身のアニメーターである。日動新プロは東映動画系のスタジオで、角谷は木村圭市郎の指導下で『ゲゲゲの鬼太郎』『あかねちゃん』など東映動画作品の原画・動画を担当し、経験を積んだ。
1979年に安東信悦らを加え、「有限会社スタジオジャイアンツ」として法人化。作画監督・原画スタッフ中心の「スタジオジャイアンツ」と動画スタッフ中心の「スタジオライオンズ（雷音頭）」の2つのスタジオを構えた。1990年代後半になると作画部門の縮小に伴って境界が曖昧になり、最終的にはジャイアンツに統合される形でライオンズが廃止された。
2000年にはCG部門としてStudio GAOHを立ち上げ、CG作品にも対応するようになった。
2021年8月31日をもって映像制作事業部を解体し、アニメーション制作事業から撤退するのと同時に活動停止に陥る。当時在籍していたスタッフは「株式会社エレファント」の設立に参加し、事業の一部を引き継いだ。
2022年2月2日に東京地方裁判所から破産手続開始決定を受け、2023年2月6日に法人格が消滅した。

## 作品履歴

### グロス請け
- 超合体魔術ロボ ギンガイザー（制作元請：日本アニメーション/葦プロダクション、1977年）
- 女王陛下のプティアンジェ（制作元請：日本アニメーション/葦プロダクション、1977年）
- 科学冒険隊タンサー5（制作元請：日本サンライズ、1979年）
- フウムーン（制作元請：手塚プロダクション、1980年）
- とんでも戦士ムテキング（制作元請：タツノコプロ、1980年）
- 戦国魔神ゴーショーグン（制作元請：葦プロダクション、1981年）
- 太陽の牙ダグラム（制作元請：日本サンライズ、1981年）
- 戦闘メカ ザブングル（制作元請：日本サンライズ、1982年）
- ゲームセンターあらし（制作元請：シンエイ動画、1982年）
- 魔境伝説アクロバンチ（制作元請：国際映画社、1982年）
- サイボットロボッチ（制作元請：ナック、1982年）
- さすがの猿飛（制作元請：土田プロダクション、1982年）
- 超時空世紀オーガス（制作元請：東京ムービー新社、1983年）
- 特装機兵ドルバック（制作元請：葦プロダクション、1983年）
- 銀河パトロールPJ（制作協力、制作元請：エイケン、1984年/仏:1982年）
- あした天気になあれ（制作元請：土田プロダクション、1984年）
- 夢次元ハンターファンドラ（制作協力、制作元請：カナメプロダクション、1985年）
- バビ・ストック 果てしなき標的（制作協力、制作元請：カナメプロダクション、1985年）
- 装鬼兵M.D.ガイスト（制作元請：プロダクションウェイブ、1986年）
- めぞん一刻（制作元請：スタジオディーン、1986年）
- マシンロボ ぶっちぎりバトルハッカーズ（制作元請：葦プロダクション、1987年）
- ついでにとんちんかん（制作元請：スタジオコメット、1987年）
- レイナ剣狼伝説（制作元請：葦プロダクション、1988年）
- F-エフ（制作元請：スタジオディーン、1988年）
- 超音戦士ボーグマン（制作元請：葦プロダクション、1988年）
- 鉄拳チンミ（制作元請：葦プロダクション、1988年）
- 名門!第三野球部（制作元請：スタジオコメット、1988年）
- アイドル伝説えり子（制作元請：葦プロダクション、1989年）
- 天空戦記シュラト（各話制作協力、制作元請：タツノコプロ、1989年）
- 機動警察パトレイバー（第1作）（制作元請：スタジオディーン、1989年）
- ドラゴンクエスト（制作元請：スタジオコメット、1989年）
- 機動戦士ガンダム 第08MS小隊 ラスト・リゾート（制作元請：サンライズ、1999年）

## 関連人物
- 角谷哲生
- 安東信悦
- 石野聡
- 入好さとる
- 江上夏樹
- 勝亦祥視
- 木﨑文智
- 日下直義
- 志田正博（広田正志、志田ただし）
- 鈴木俊二
- 高橋ナオヒト（音無竜之介）
- 滝山真哲
- 武藤公春
- 武内宣之
- 池上太郎
- 龍輪直征
- 千羽由利子
- 鶴巻和哉
- 摩砂雪
- 野本正幸